# Paspoort

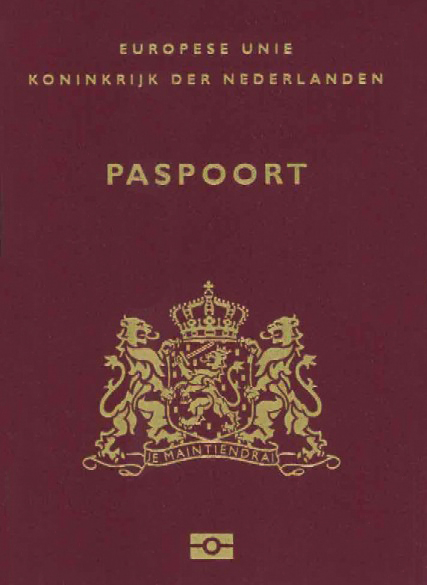
Omslag van een Nederlands paspoort uit 2011

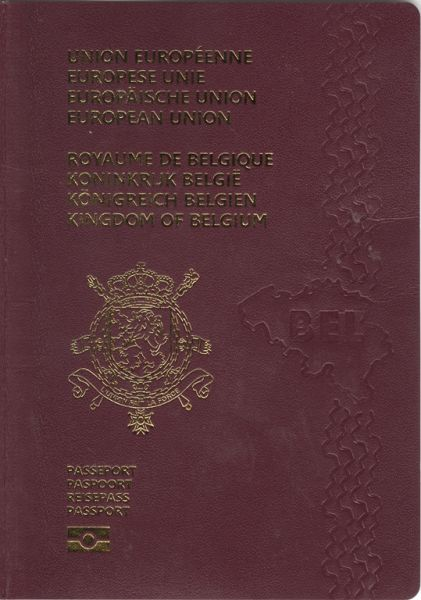
Omslag van het Belgisch paspoort in 2008

Een paspoort is een officieel document dat de houder identificeert als burger van een bepaald land; in het paspoort verzoekt de regering van dat land de autoriteiten van andere landen om de houder toe te laten.
De term paspoort wordt ook wel in overdrachtelijke zin of verkeerdelijk gebruikt voor papieren of digitale documenten die informatie over de houder verstrekken, zoals bij een identiteitskaart, een digitaal paspoort dat wordt gebruikt voor toegang tot webpagina's via internet, of een medisch paspoort.

## Gegevens in een paspoort
Het bevat doorgaans:
- de achternaam van de houder
- de voornaam of voornamen van de houder
- een pasfoto
- geslacht
- lengte
- geboortedatum en geboorteplaats
- een handtekening
- een persoonsnummer (in Nederland het burgerservicenummer)
- plaats, datum en naam van uitgevende instantie

Paspoorten hebben van oudsher echtheidskenmerken, waardoor vervalsingen moeilijker gemaakt worden: meerkleurige stempels, speciaal papier, watermerk.

### Chip
Binnen de Europese Unie zijn afspraken gemaakt om tot een biometrisch paspoort te komen. Sinds 28 augustus 2006 bevatten paspoorten van alle lidstaten van de Europese Unie een chip waarop biometrische gegevens kunnen worden opgenomen. Vanaf 21 september 2009 worden hierop in Nederland twee vingerafdrukken opgenomen. Zie Nederlands biometrisch paspoort voor meer informatie over paspoorten met chips en de hiermee gemoeide controverse.
De volgende informatie staat op de chip:
- foto in kleur (de gezichtsopname);
- naam (voornamen en achternaam);
- geboortedatum;
- geslacht;
- nationaliteit;
- documentnummer;
- persoonsnummer (burgerservicenummer);
- datum van einde van geldigheid;
- land van uitgifte;
- twee vingerafdrukken.

## Geschiedenis van het paspoort
Het moderne paspoort werd geboren in 1791 in het revolutionaire Frankrijk. De vlucht van koning Lodewijk XVI veroorzaakte een golf van angst voor oorlog en herstel van het ancien régime, die werd beantwoord met een grenzensluiting.
Pas in het midden van de 19e eeuw werden documenten uitgegeven die vergelijkbaar waren met de huidige paspoorten. Ze waren vaak voorzien van een omschrijving van het uiterlijk van de drager. De uitvinding van de fotografie vereenvoudigde de controle van paspoorten.

### Standaardisatie

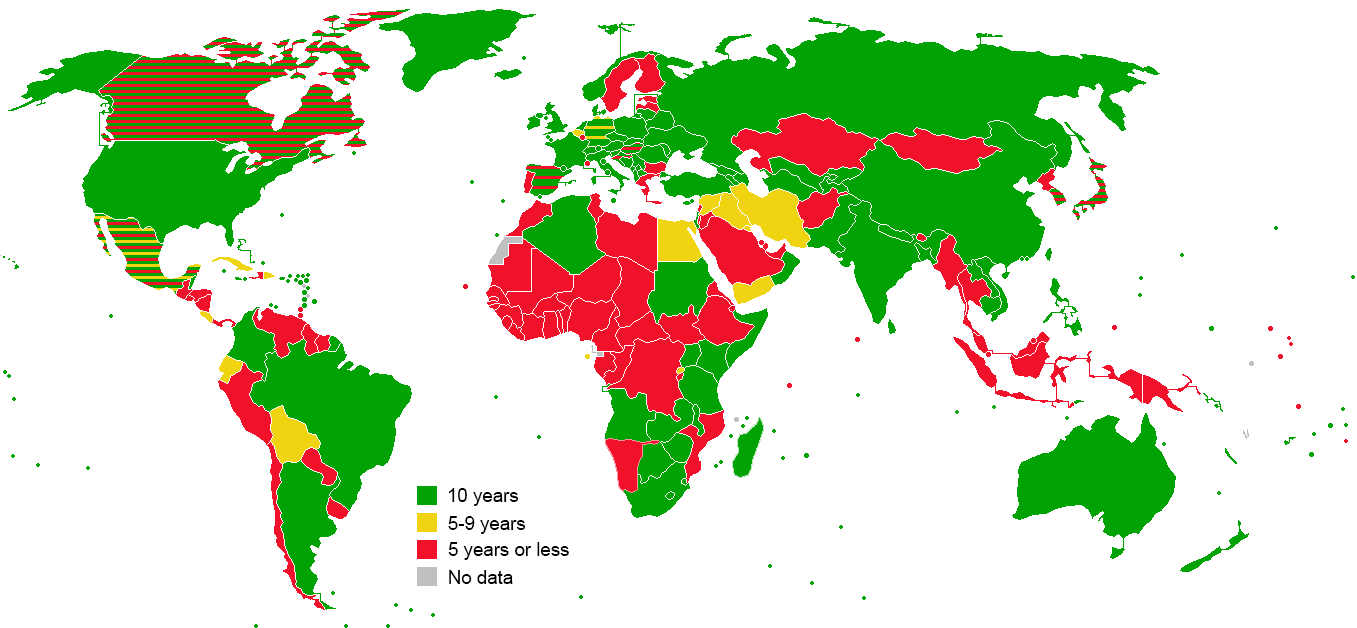
Maximale geldigheid voor paspoorten van volwassenen, over de hele wereld

Onder invloed van organisaties als de Verenigde Naties en de ICAO zijn de paspoorten van verschillende landen steeds verder gestandaardiseerd. Deze ICAO-standaardisatie levert onverwachte resultaten op voor burgers van landen waar een bestuur niet het niveau en de mogelijkheden heeft om alle geboorten te administreren. Daar blijft registratie achterwege. Dit levert een probleem als een paspoort wordt getoond ter legitimatie. In dat paspoort wordt de geboortedatum vermeld door middel van X'en, zijnde: XX-XX-geboortejaar.
Tegenwoordig hebben de paspoorten van de landen van de Europese Unie meestal een bordeauxrode omslag.
Alle paspoorten hebben ook een beperkte geldigheid. In de afbeelding hiernaast wordt dat met een kleurcode getoond. Geldigheid kan wisselen van 10 jaar tot minder dan 5 jaar. Veel landen raden reizigers aan om er voor te zorgen dat het paspoort voor aanvang van de reis nog ten minste een half jaar geldig is.

## Nederlands paspoort

### Algemeen
- Het paspoort is een boekje waarvan een van de bladen van stevige kunststof is, als een bankpasje, maar dan groter. Deze wordt houderpagina van het paspoort genoemd en bevat de persoonlijke informatie, zowel visueel op een van de zijden als op een NFC-tag in het blad.
- Het reguliere paspoort heeft, het omslag niet meegerekend, 34 pagina's, waarbij pagina 2 de niet als zodanig genummerde houderpagina is. Pagina 3 kan worden gebruikt voor opmerkingen van de uitgevende instantie. De pagina's 4 t/m 31 bieden ruimte voor het plaatsen van visa en andere aantekeningen door overheidsinstanties. Deze aantekeningen zijn voor het reizen in bepaalde landen en langs bepaalde trajecten vereist. Op de pagina's 32 t/m 34 staat een legenda met een vertaling van Nederlandse termen in andere talen.
- Er worden ook paspoorten met 66 pagina's (op pagina's 64 t/m 66 de legenda) voor visa afgegeven, men noemt ze zakenpaspoorten. Ze worden gebruikt door mensen die veel reizen en daardoor meer pagina's voor visa nodig hebben.
- Elk Nederlands paspoort heeft een uniek documentnummer van 9 karakters: positie 1 en 2 zijn letters, positie 3 t/m 8 zijn letters of cijfers en positie 9 is een cijfer. De letter "O" komt niet voor. Het is wel mogelijk dat het documentnummer het cijfer nul bevat. Deze karakters zijn opgebouwd in een raster van 5 gaatjes verticaal en maximaal 5 gaatjes horizontaal, geponst door alle bladen, behalve het voorblad en het blad met de houderpagina.

### Aanvraag
- Iedereen met de Nederlandse nationaliteit kan een paspoort aanvragen bij de gemeente of het openbaar lichaam van zijn of haar woonplaats of bij het Bureau Burgerlijke Stand en Bevolkingsregister van Aruba of bij de Bureaus Burgerlijke Stand, Bevolking en Verkiezingen van Curaçao en Sint Maarten. Nederlanders die buiten het Koninkrijk der Nederlanden wonen, kunnen een paspoort aanvragen bij de Nederlandse ambassade in het land waar zij wonen of bij de gemeenten Den Haag, Haarlemmermeer (balie op Schiphol) of in een van de volgende grensgemeenten: Bergen op Zoom, Bergeijk, Echt-Susteren, Enschede, Maastricht, Montferland, Oldambt, Venlo, Breda en Sluis.[2] Personen jonger dan 18 jaar hebben hiervoor toestemming nodig van hun gezaghouder(s) of vervangende toestemming van de rechter. Personen die staan vermeld in het signaleringsregister reisdocumenten, krijgen in beginsel geen paspoort van de afgevende instantie, zolang zij staan vermeld in dit register. Sinds 10 februari 2017 is, met een paar uitzonderingen, de aanvraag bij een consulaat-generaal niet meer mogelijk.[3] Dat wil zeggen, dat de aanvrager zowel voor het aanvragen als ook voor het afhalen van het paspoort of de identiteitskaart naar de hoofdstad van het betreffende land moet reizen.
- Bij het aanvragen van een paspoort moet er één kleurenpasfoto meegenomen worden, alsmede alle reisdocumenten (identiteitskaarten en paspoorten) die men bezit, met uitzondering van ongeldig gemaakte documenten.

### Geldigheid
- Een regulier Nederlands paspoort is gedurende tien jaar geldig voor volwassenen. Voor personen jonger dan 18 jaar is het paspoort geldig gedurende vijf jaar.
- Het paspoort is geldig als reisdocument voor alle landen (tenzij anders vermeld in het paspoort).
- Sommige landen eisen naast een geldig paspoort tevens een visum, dat wordt uitgegeven door de overheid van het land waarheen men wil reizen. Vaak stellen deze landen dat het paspoort nog een bepaalde termijn geldig moet zijn.
- Het paspoort is tevens een identiteitsbewijs. Na de vervaldatum is het paspoort niet meer geldig als reis- en identiteitsbewijs, met uitzondering van de toepassing van de kieswet.

#### Kopieën van een paspoort
Een klein aantal organisaties mag een kopie van een identiteitsbewijs maken, zoals een werkgever en de bank. In de praktijk vragen ook veel andere organisaties om een kopie. Het is echter niet wettelijk verplicht om die aan hen te geven. Wie lid wordt van een sportschool of een telefoonabonnement afsluit, hoeft bijvoorbeeld geen kopie af te geven. De rijksoverheid adviseert daarom om op de kopie te vermelden: dat het een kopie is, voor wie of welk product de kopie bedoeld is en de datum waarop de kopie is afgegeven. Ook adviseert deze om het burgerservicenummer onleesbaar te maken in het document en in de strook nummers onderaan (de machinaal leesbare strook). Organisaties en bedrijven mogen namelijk het burgerservicenummer alleen gebruiken als dat wettelijk is bepaald. Dit geldt bijvoorbeeld voor de bank, notaris, casino of zorgverleners, zoals de huisarts, apotheek en zorgverzekering.

### Kinderen
De mogelijkheid om kinderen tot 16 jaar bij te schrijven in het paspoort is sinds 26 juni 2012 vervallen.

### Verlies
- Het paspoort is staatseigendom. Wie zijn paspoort verliest, dient daarvan aangifte te doen bij zijn gemeente of politie.
- Wie zijn paspoort in het buitenland verliest, kan tijdelijk als laissez-passer een noodpaspoort aanvragen. Dit blijft geldig gedurende de reis (maximaal 1 jaar) en dient na terugkomst in Nederland te worden ingeleverd.

### Soorten paspoorten

#### Zakenpaspoort
- Iedereen die in aanmerking komt voor een normaal paspoort kan een zakenpaspoort aanvragen. Hierin zijn meer bladzijden voor visa ingenaaid dan in een gewoon paspoort. Dit is handig voor mensen die zeer regelmatig reizen naar landen waarvoor een visum vereist is.

#### Sportpaspoort
Topsporters krijgen soms de kans uit te komen voor het land van herkomst van henzelf of hun ouders. Zij kunnen daarvoor gebruik maken van een sportpaspoort, dat ieder land ter wereld verstrekt.

#### Tweede paspoort
- Wie reizen maakt naar landen die onderling in conflict zijn, komt in aanmerking voor een tweede paspoort. Dit wordt op verzoek verstrekt (tegen betaling), zodat de paspoorthouder geen problemen krijgt doordat er stempels van een vijandig land in het paspoort staan. Men denke hierbij bijvoorbeeld aan Israël en Syrië, of Noord-Korea en Zuid-Korea. Ook kan een tweede paspoort noodzakelijk zijn als door veelvuldig reizen naar landen met visumplicht, een paspoort tegelijkertijd nodig is om te reizen en om een visum aan te vragen voor een volgende reis naar een ander land, want een paspoort moet vaak enige tijd worden afgestaan voor een visumaanvraag. Voor het verkrijgen van een tweede paspoort moet aangetoond worden dat een tweede paspoort echt noodzakelijk is. Een verklaring van de werkgever is niet meer verplicht. Het tweede paspoort is maximaal twee jaar geldig.

#### Diplomatiek paspoort
- Aan onder andere personeel van Nederlandse diplomatieke missies in het buitenland dat ingevolge het Verdrag van Wenen inzake diplomatiek verkeer diplomatieke onschendbaarheid geniet, wordt door het Ministerie van Buitenlandse Zaken een diplomatiek paspoort verstrekt.

Voor personeel van Nederlandse diplomatieke missies in het buitenland dat geen diplomatieke onschendbaarheid geniet is er het Dienstpaspoort.

#### Militair paspoort
- Het militair paspoort werd medio 2000 vervangen door een smartcard. Het was een paspoort met dezelfde afmetingen als een gewoon paspoort, maar de kaft was legergroen voor de Koninklijke Landmacht of blauw voor de Koninklijke Luchtmacht. In dat paspoort was niet alleen het legernummer of registratienummer vermeld, maar onder andere ook de bevorderingsdata, legerplaatsen, inentingen en de behaalde rijbewijzen.

#### Reisdocument voor vreemdelingen ('vreemdelingenpaspoort')
- Voor personen zonder de Nederlandse nationaliteit, maar wel in het bezit van een geldige verblijfsvergunning type I of II, is het mogelijk een reisdocument voor vreemdelingen aan te vragen.

Deze mensen moeten, indien ze nog geen vijf jaar in Nederland verblijven, aantonen dat het voor hen onmogelijk is om een paspoort aan te vragen bij de eigen autoriteiten. Bijvoorbeeld: Een Amerikaan met een geldige verblijfstitel zal in de regel geen aanspraak kunnen maken op een vreemdelingenpaspoort.
Voor een vreemdelingenpaspoort kan worden afgegeven, moet er eerst toestemming voor worden aangevraagd bij de IND en het ministerie van Buitenlandse Zaken. In het document staat vermeld dat de houder niet in het bezit is van de Nederlandse nationaliteit. Vreemdelingenpaspoorten die zijn afgegeven in Nederland hebben een groene kaft zonder opschrift. De geldigheidsduur is afhankelijk van de verblijfstitel die men bezit en de geldigheid van het verblijfspasje. Voor vreemdelingen met een tijdelijke status kan dit maximaal drie jaar zijn, voor vreemdelingen met een status voor onbepaalde tijd kan dit maximaal vijf jaar zijn.
Een reisdocument voor vreemdelingen wordt ook afgegeven aan in Nederland geboren kinderen, waarbij de ouder(s) een asielstatus hebben. Een in Nederland geboren kind heeft geen asiel- maar een vreemdelingenstatus, aangezien het niet gevlucht is. In deze situatie hoeft er voor afgifte geen toestemming van de IND en het ministerie van Buitenlandse Zaken te worden gevraagd. Ook geldt er geen bewijsplicht om aan te tonen dat er geen document van de eigen autoriteiten kan worden afgegeven.

#### Reisdocument voor vluchtelingen ('vluchtelingenpaspoort')
- Personen zonder de Nederlandse nationaliteit, maar wel in het bezit van een geldige verblijfsvergunning type III of IV kunnen een reisdocument voor vluchtelingen aanvragen.

Voor een vluchtelingenpaspoort hoeft geen toestemming te worden aangevraagd. bij de IND en/of het ministerie van Buitenlandse Zaken. Vluchtelingenpaspoorten die zijn afgegeven in Nederland hebben een lichtgrijze kaft en twee schuine zwarte strepen linksboven op de kaft. Op de kaft staat in drie talen de tekst: Reisdocument (verdrag van 28 juli 1951). Het land waarvan de vluchtelingen de (vermoedelijke) nationaliteit bezit wordt uitgezonderd in het paspoort, als land waarheen gereisd kan worden. Een reisdocument voor vluchtelingen wordt ook afgegeven aan staatlozen.

## Belgisch paspoort
De Federale Overheidsdienst Buitenlandse Zaken is verantwoordelijk voor Belgische paspoorten. De identifier van het paspoort is een alfanumerieke string van 8 karakters met de structuur AB123456; 2 letters gevolgd door 6 cijfers. Het Belgisch paspoort is beschikbaar in 35 of 60 pagina's en meet gesloten 88 bij 125 mm. Er bestaan verschillende soorten:
- standaard paspoorten - vakantie en zakenreizen.
- paspoort voor diplomatiek - voorbehouden voor diplomatieke personen van de federale overheid, deelstaten en de koninklijke familie.
- servicepaspoort - civiele bescherming.
- tijdelijk paspoort - diplomatiek voor dringende zaken (6 maanden geldig); herkenbaar aan de donkergroene kleur.

In België moet iedere Belg vanaf zijn 12de verjaardag verplicht over een identiteitskaart beschikken en deze bij zich hebben om zich te kunnen legitimeren. Een Belg is namelijk strafbaar als hij zijn bestaan niet op een wettelijke manier kan bewijzen in eigen land. De identiteitskaart wordt ook gebruikt als legitimatie binnen de Schengenzone in Europa. Nochtans heeft een identiteitskaart andere eigenschappen dan een internationaal paspoort.

## Surinaams paspoort
Sinds 2005 maakt Suriname gebruikt van een Caricom-paspoort, dat geldig is binnen de Caricom-landen, en ook internationaal kan worden gebruikt.
De paspoorten worden gedrukt door de Canadian Bank Note Company en hebben drie verschillende kleuren:
- Donkerblauw voor burgers
- Groen voor regeringsfunctionarissen
- Rood voor diplomaten

Houders van een Surinaams paspoort moeten buiten Caricom vaak een visum aanvragen. In 2022 gold visum-vrije toegang voor onder andere Aruba, Bonaire, Brazilië, China, Colombia, Curaçao, Ecuador, Israël, Peru, Rusland, Singapore, en Sint Maarten.
Op 25 april 2025 lanceerde president Chan Santokhi het nieuwe e-paspoort in het kader van het regeringsplan voor digitalisering en veiligheid.

## Passport Index
Met een paspoort van het ene land is het makkelijker reizen dan met dat van het andere land. De Passport Index maakt een rangschikking op basis van het aantal landen waarnaar visumvrij reizen mogelijk is. Anno 2024 bekleedt Nederland een gedeelde tweede plaats op die lijst (177 landen bereikbaar zonder visum of visum bij aankomst te regelen) en bekleedt België een gedeelde vierde plaats (175 landen bereikbaar zonder visum of visum bij aankomst te regelen).

## Paspoorthandel
Vanwege de aantrekkelijkheid van paspoorten van sommige landen zoals Malta, is er een paspoorthandel ontstaan. Hierbij kunnen individuen met welke nationaliteit dan ook voor veel geld een paspoort kopen met de daarbij behorende voordelen. In het geval van Malta is dit bijvoorbeeld het burgerschap van de Europese Unie dat hiermee wordt verkregen. Deze handel is legaal en de paspoorten worden officieel uitgegeven door de desbetreffende regeringen die hiermee geld verdienen. Critici zoals de Algemene Inlichtingen- en Veiligheidsdienst geven aan dat dit een risicovolle ontwikkeling is: 'Vanuit het oogpunt van nationale veiligheid vindt de AIVD het zorgelijk wanneer dergelijke programma's deze uitwerking hebben. Met een dergelijk programma zouden bijvoorbeeld inlichtingenofficieren met kwade bedoelingen vrij kunnen reizen binnen de EU. Dit kan gevolgen hebben voor de nationale veiligheid.' In Europa zijn er 4 EU-lidstaten die paspoorten verkopen: Malta, Cyprus, Bulgarije en Oostenrijk.
De regeling van landen die paspoorten verkopen aan rijken die geld investeren in het land heet de Citizen-by-Investment-regeling. Onder meer Malta, Montenegro en Noord-Macedonië bieden deze regeling aan investeerders aan. Cyprus neemt sinds een formeel verzoek in 2020 van de Europese Commissie geen nieuwe aanvragen meer aan.

## Paspoort voor gezelschapsdieren

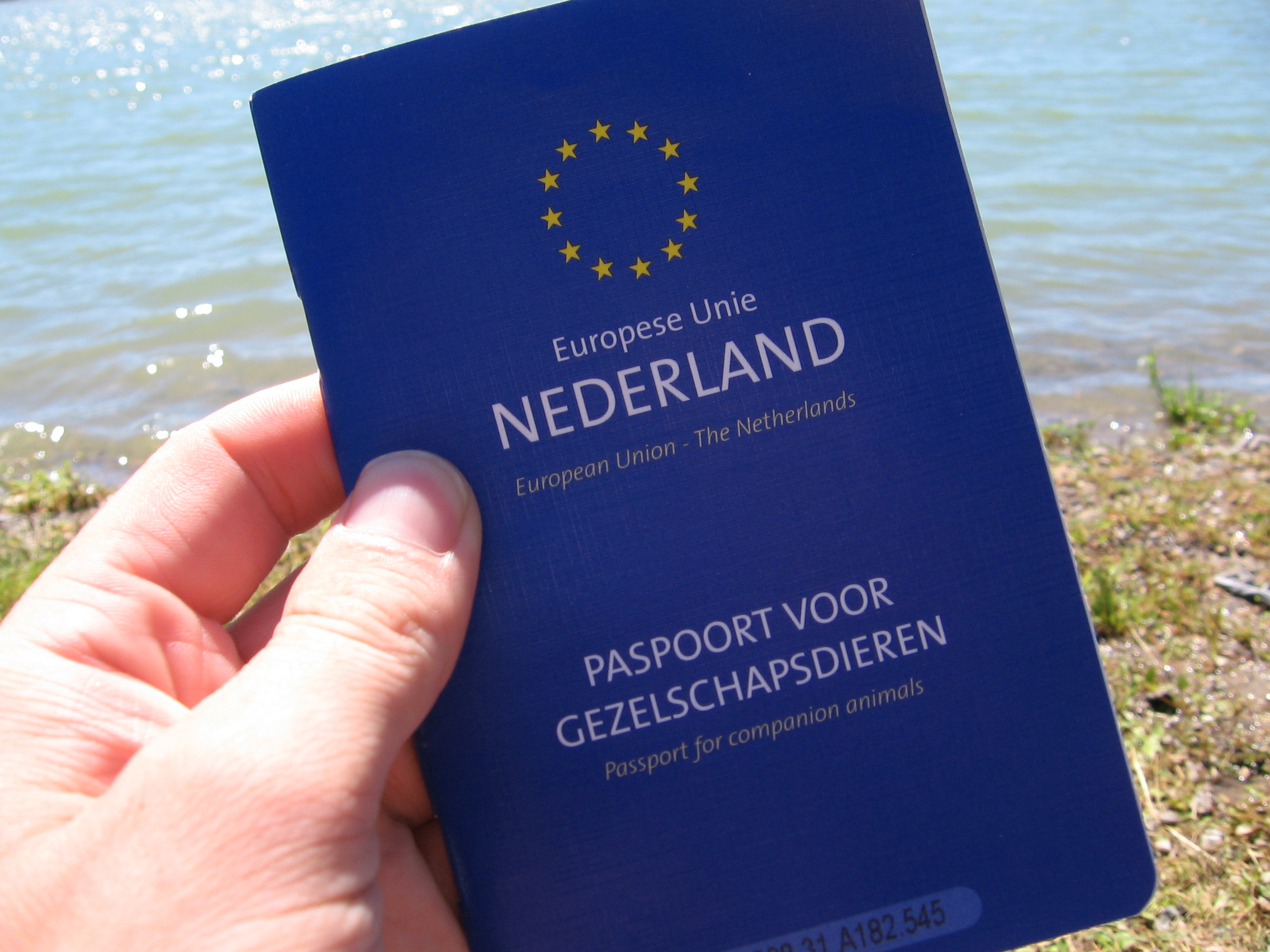
Europees paspoort voor huisdieren (NL)

Europees paspoort voor huisdieren (D)

Het huisdierenpaspoort van de Europese Unie is verplicht bij het vervoer van honden, katten en fretten tussen lidstaten. Het huisdierenpaspoort bevat de gegevens van de eigenaar, en van het huisdier een foto, soort, geslacht, ras en uiterlijke kenmerken, het nummer van de identificatiechip en het bewijs van inenting tegen hondsdolheid. Sommige EU-landen hebben aanvullende eisen voor het importeren van huisdieren. Het huisdierenpaspoort is ingevoerd in 2004 en wordt uitgereikt door dierenartsen.